# Municipio de Union (condado de Whitley)
El municipio de Union (en inglés: Union Township) es un municipio ubicado en el condado de Whitley en el estado estadounidense de Indiana. En el año 2010 tenía una población de 2244 habitantes y una densidad poblacional de 23,42 personas por km².

## Geografía
El municipio de Union se encuentra ubicado en las coordenadas 41°8′00″N 85°23′43″O / 41.13333, -85.39528. Según la Oficina del Censo de los Estados Unidos, el municipio tiene una superficie total de 95.8 km², de la cual 95,69 km² corresponden a tierra firme y (0,11 %) 0,11 km² es agua.

## Demografía
Según el censo de 2010, había 2244 personas residiendo en el municipio de Union. La densidad de población era de 23,42 hab./km². De los 2244 habitantes, el municipio de Union estaba compuesto por el 97,46 % blancos, el 0,22 % eran afroamericanos, el 0,67 % eran amerindios, el 0,36 % eran asiáticos, el 0,09 % eran isleños del Pacífico y el 1,2 % eran de una mezcla de razas. Del total de la población el 0,76 % eran hispanos o latinos de cualquier raza.